# باشگاه فوتبال فلامورتاری
باشگاه فوتبال فلامورتاری (انگلیسی: Flamurtari FC) یک باشگاه فوتبال حرفه‌ای آلبانیایی است که در شهر ولورا مستقر است. این باشگاه در لیگ دسته اول فوتبال آلبانی بازی می‌کند که دومین سطح لیگ فوتبال در این کشور است.
این باشگاه در سال ۱۹۲۳ تأسیس شد و یکی از قدیمی‌ترین باشگاه‌های آلبانی است و همچنین یکی از موفق‌ترین باشگاه‌ها است، زیرا یک بار قهرمان سوپر لیگ فوتبال آلبانی در سال ۱۹۹۱ شده، چهار بار قهرمان جام حذفی فوتبال آلبانی و دو بار قهرمان سوپرجام فوتبال آلبانی شده است. فلامورتاری همچنین به دلیل حضور در رقابت‌های اروپایی در دهه ۱۹۸۰ شناخته شده است، جایی که به طور معروف به مرحله یک‌شانزدهم نهایی جام یوفا ۱۹۸۷–۸۸ راه یافت و در ولورا تیم بزرگ بارسلونا را شکست داد اما در مجموع دو بازی حذف شد.

## تاریخچه

### سال‌های اولیه
کی اس فلامورتاری ولورا در ۲۳ مارس ۱۹۲۳ با نام "Shoqeria Sportive Vlorë" تأسیس شد، با میلتو کورچاری به عنوان اولین رئیس باشگاه، در حالی که مالو اسماعیلی نقش دبیر و فاسلی زوگا نقش مالی را داشتند. باشگاه برای سازماندهی و محبوب کردن ورزش، با تمرکز بر فوتبال تأسیس شد. نیازهای مالی آن از طریق کمک‌های اعضا یا فعالیت‌های مختلف در شهر ولورا تأمین می‌شد. شوکریا اسپورتیو اولین بازی فوتبال خود را مقابل شوکریا اسپورتیو جروم دی رادا، تیم محلی متشکل از دانشجویان ولورا، انجام داد که با نتیجه ۲-۲ به پایان رسید. در دهه ۱۹۲۰ باشگاه چندین بازی دوستانه با تیم‌های دیگر آلبانیایی و خارجی انجام داد. بازی‌های جالب توجه مقابل کرنوگوراک ستینیه و تیم فوتبال موسسه دریایی لیوورنو بود که هر دو با نتایج ۱-۰ و ۳-۲ به نفع ناوگان قرمز و سیاه به پایان رسید. شوکریا اسپورتیو ولورا یکی از بنیان‌گذاران فدراسیون فوتبال آلبانی بود و در اولین قهرمانی شرکت کرد. اولین بازی رسمی آن‌ها مقابل کی اف اسکندربو کورچه در ولورا بود که با نتیجه ۲-۰ به پیروزی رسید. کاپیتان تیم در این بازی رسمی جانی کوستا بود. در اولین قهرمانی، شوکریا اسپورتیو در انتهای جدول قرار گرفت با دو پیروزی (مقابل اسکندربو کورچه در خانه ۲-۰ و مقابل اورانی البسان در خارج ۲-۱)، دو تساوی (مقابل اسکندربو کورچه در خارج ۰-۰ و مقابل باشکیمی شکودران در خانه ۱-۱) و شش شکست.

### جنگ جهانی دوم
در قهرمانی ۱۹۳۱ شوکریا اسپورتیو در گروه A مقابل تیرانا و باشکیمی شکودران قرار گرفت که یک پیروزی در خانه مقابل باشکیمی شکودران و سه شکست با تفاضل گل منفی ۴-۹ به دست آورد. قرار گرفتن در انتهای جدول باعث شد تا این تیم به کاتگوریا ای دوته سقوط کند. شوکریا اسپورتیو در فصل بعد در گروه C کاتگوریا ای دوته مقابل لکا ای مادی پرمت، نارتا و شکیپونیا گیروکاستر قرار گرفت. این قهرمانی با موفقیت به پایان رسید، زیرا تیم قهرمان گروه C شد و به فینال پلی‌آف مقابل قهرمان گروه B، اسپورت کلوب کاواجه صعود کرد. این بازی تک‌حذفی ۳-۱ به سود اسپورت کلوب کاواجه به پایان رسید، که به این معنی بود که شوکریا اسپورتیو برای یک سال دیگر در لیگ دوم باقی بماند. در قهرمانی بعدی، نیمت ابازی دلوینه و وتتیما هیماره وارد رقابت شدند، در حالی که اسپورت کلوب نارتا کنار کشید. فصل دیگر نیز برتری تیم قرمز و سیاه را نسبت به حریفان لیگ دوم نشان داد، زیرا این تیم دوباره در صدر گروه C قرار گرفت و ارتقا یافت. در فینال دو بازی مقابل اسپورت کلوب البسان که برنده لیگ دوم را مشخص می‌کرد، شوکریا اسپورتیو ۴-۳ در مجموع دو بازی شکست خورد و در نهایت به عنوان نایب‌قهرمان فصل بسنده کرد.
قهرمانی ۱۹۳۴ با مشکلات بزرگی برای تیم آغاز شد و به بدترین شکل ممکن به پایان رسید، به طوری که "کوکزینته" یک تساوی و بقیه بازی‌ها را باختند و با تفاضل گل منفی ۳۲ به پایان رسیدند. یک انقلاب کامل لازم بود و این در سال ۱۹۳۵ اتفاق افتاد، زمانی که کریستاک استراتی به عنوان رئیس باشگاه انتخاب شد. او سریعاً کادر فنی را سازماندهی کرد و با تیم‌های آماتور محلی در ولوره ارتباط برقرار کرد تا بازیکنان جوان و با استعداد را تأمین کند. تیم روش بازی خود را تغییر داد و بیشتر بر تکنیک و سرعت تمرکز کرد و با کمک یک فعال اولیه تیم، بسیم کوری، سبک بازی خاص خود را ایجاد کرد. برای تکمیل انقلاب در تیم، هیئت مدیره تصمیم گرفت نام تیم را از "شوکریا اسپورتیو ولوره" به "شوکاتا اسپورتیو اسماعیل کمالی" تغییر دهد. فصل بعد مثبت‌تر از قبل بود و ش.اس. اسماعیل کمالی هفتم از هشت تیم شد، اما این بار با سه پیروزی، سه تساوی و هشت شکست و تفاضل گل منفی ۲۱ (گل زده ۱۴ - گل خورده ۳۵). با وجود نتایج خوب در طول فصل، که مهم‌ترین آن‌ها پیروزی ۰-۲ در خارج مقابل باشکیمی البسانس بود، باز هم نتوانست از شکست رکوردی ۱۱-۰ مقابل رقیب تیرانا اجتناب کند. قهرمانی ۱۹۳۷ تقریباً مشابه فصل قبل بود و تیم در رده نهم از ده تیم قرار گرفت، فقط با برتری در تفاضل گل نسبت به تومری برات در انتها.
در ۷ آوریل ۱۹۳۹، آلبانی توسط ایتالیا اشغال شد و به یک حمایت ایتالیایی تبدیل شد. با این حال، متجاوزان مراقب بودند که فوتبال همچنان ادامه یابد و بنابراین قهرمانی ۱۹۳۹ در ۱ ژوئیه ۱۹۳۹ آغاز شد. هشت تیم در گروه‌های چهارتایی تقسیم شدند و در یک سیستم حذفی با بازی‌های رفت و برگشت برای صعود به نیمه‌نهایی رقابت کردند. "ش.اس. اسماعیل کمالی" برای بازی مقابل تئوتا قرعه خورد. بازی اول در کاواجه در ۲ ژوئیه با تساوی ۱-۱ به پایان رسید. بازی دوم در زمین "شالواره" در تیرانا در ۶ اوت ۱۹۳۹ با نتیجه ۳-۲ به سود تئوتا به پایان رسید. این بازی یکی از اولین بازی‌های فوتبال بود که از رادیو تیرانا توسط روزنامه‌نگار آلبانیایی آنتون مازرکو پخش شد. پس از پایان بازی، "ش.اس. اسماعیل کمالی" علیه نتیجه اعتراض کرد و ادعا کرد که دقایق پایانی بازی در تاریکی کامل انجام شده و نتیجه تحت تأثیر کمبود روشنایی قرار گرفته است. کمیسیون فنی تصمیم گرفت که بازی باید دوباره برگزار شود. در ۱۰ سپتامبر ۱۹۳۹، دوباره در زمین "شالواره"، دو تیم سعی کردند یکدیگر را حذف کنند اما تئوتا برتر بود و با نتیجه سه بر یک پیروز شد. این به معنی حذف ش.اس. اسماعیل کمالی از این مسابقات بود.